# Lochaline
Lochaline, schottisch-gälisch: Loch Àlainn, Bedeutung: „schöner See“, ist mit etwa 200 Einwohnern der wichtigste Ort in Morvern, Council Area Highland. Es liegt an der Nordküste der Mündung des Fjordes Loch Aline und ist straßenseitig über die A884 zu erreichen. Lochaline ist per Fähre mit Fishnish auf der Isle of Mull verbunden und besitzt eine Tankstelle und einen Laden. Nahebei liegt eine etwa hundert Jahre alte Kirche, an deren Standort der Legende nach ein Vorgängerbau aus dem 6. Jahrhundert stammt. Die ältesten Grabsteine auf dem Friedhof datieren auf das 8. Jahrhundert.
Es gab seit 1940 eine Siliciumdioxidsandmine in Lochaline, die eröffnet wurde, um im Zweiten Weltkrieg unzugänglich gewordene Siliciumdioxidquellen zu ersetzen. Siliciumdioxid (Quarz) ist für die Herstellung von Kronglas wichtig. Vor der Eröffnung der Mine hatte der Ort lediglich 60 Einwohner. Im November 2008 wurde die bevorstehende Schließung der Mine verkündet.